# Antocha glycera
Antocha glycera är en tvåvingeart som beskrevs av Alexander 1969. Antocha glycera ingår i släktet Antocha och familjen småharkrankar. Inga underarter finns listade i Catalogue of Life.